# Église Saint-Paul d'Étouvie
L'église Saint-Paul d'Étouvie est une église située dans le quartier d'Étouvie, à l'ouest de la ville d'Amiens, dans le département de la Somme.

## Historique
L'église Saint-Paul a été construite pour offrir un lieu de culte aux habitants du nouveau quartier de grands ensembles d'habitations d'Étouvie. Elle a été construite de 1968 à 1971, sur les plans de l'architecte Bernard Bougeault qui avait déjà réalisé l'église d'Eppeville, en 1961.

## Caractéristiques
Cette église témoigne de l'évolution liturgique de l'Eglise catholique après le Concile de Vatican II. Elle offre un espace unifié destiné à rapprocher les fidèles de l'officiant. Le fenestrage de la nef est transparent et permet de voir le paysage extérieur, symbole de l'ouverture de l'Eglise au monde. Construite en béton, brique et bois, elle offre par ses lignes épurées, une certaine vision de la modernité. La chapelle des fonts baptismaux n'est pas isolée de la nef comme dans d'autres édifices construits antérieurement.
L'église a été conçue pour accueillir 400 personnes. Elle dispose d'un sous-sol composé de plusieurs salles permettant l’accès aux personnes à mobilité réduite. Les fonts baptismaux et le tabernacle ont été réalisés par le sculpteur Jean-Pierre Pernot.